# Tetela (C.80) jezici
Tetela jezici, nekadašnja malena podskupina sjeverozapadnih bantu jezika iz Demokratske Republike Kongo. Oko 849.000 govornika. Najznačajniji je jezik tetela, po kojem skupina nosi ime.
Obuhvaća četiri jezika, viz.: kusu [ksv], 26.000 (Welmers 1971); nkutu [nkw], 40.000 (Nida 1972); tetela [tll], 750.000 (1991 UBS); yela [yel], 33.000 (Voegelin and Voegelin 1977).
Iz podskupine je isključen kela jezik u posebnu podskupinu Tetela (C.75) čiji je jedini predstavnik, a onda su i ostali jezici svrstani u posebne tetela podskupine: tetela u Tetela (C.71), kusu u Tetela (C.72), nkutu u Tetela (C.73) i yela u Tetela (C.74).

## Vanjske poveznice
- Ethnologue (14th)
- Ethnologue (15th)
- Ethnologue (16th)  Arhivirana inačica izvorne stranice od 4. ožujka 2016. (Wayback Machine)